# Vatreni Poljubac
Vatreni Poljubac (Deutsch: Feuriger Kuss) ist eine bosnisch-herzegowinische und ehemals jugoslawische Hard-Rock- und Heavy-Metal-Band aus Sarajevo.
Gegründet wurde diese im Jahr 1977 von Milić Vukašinović, einem ehemaligen Mitglied der Bands Bijelo dugme und Indexi. Die Band wurde auch dafür bekannt, neben den typischen Elementen der Rockmusik auch Klänge aus der Folkmusik in die Lieder einzubauen. Vukašinović ist gleichzeitig auch der Autor der Liedtexte.

## Geschichte
Die Band wurde 1977 in Sarajevo vom Gitarristen und Sänger Milić Vukašinović, gegründet. Die zwei weiteren Mitglieder der Originalbesetzung waren Šefćet Hodža und Perica Stojanović. Die erste Single Doktor za rock and roll und Tvoje usne su bile moj najdraži dar wurde im Jahr 1978 von Jugoton veröffentlicht. Durch diese erhielt die Band Anerkennung und wurde in ganz Jugoslawien popularisiert.
Das erste Album Oh, što te volim joj! wurde 1978 in London und Sarajevo aufgenommen und von Richard Whalley produziert. Dieses Album enthielt einige Lieder, die von englischen Bands wie Led Zeppelin oder Black Sabbath inspiriert wurden.
Das letzte Album, 100% Rock’N’Roll, wurde 1986 mit Mladen Vojičić „Tifa“, einem ehemaligen Mitglied der Band Bijelo dugme aufgenommen. Dieses wurde in ganz Jugoslawien bekannt, nachdem Vukašinović die Band auflöste und seine Solokarriere als Folk-Rock-Sänger begann.

## Diskografie

### Alben
- 1978: Oh, što te volim, joj![2]
- 1979: Recept za rock'n'roll
- 1980: Bez dlake na jeziku
- 1980: To je ono pravo
- 1982: Živio rock'n'roll
- 1983: Veliki hitovi
- 1985: Iz inata
- 1986: 100% rock'n'roll
- 1999: Sve će jednom proć' Samo Neće Nikad Rock 'N' Roll
- 2005: Gleda a ne da
- 2011: Kad svira rock 'n' roll

### Singles
- 1978: Doktor za Rock and Roll / Tvoje Usne Su Bile Moj Najdraži Dar[3]
- 1979: Na vrat na nos i na svoju ruku / Od želje da te ljubim hoću prosto da poludim

### Kompilationen
- 1997: 100 % Rock 'N Roll[4]
- 1997: Dr. za Rock 'N Roll
- 2000: Najveći hitovi